# Microregione di Maringá
Maringá è una microregione del Paraná in Brasile, appartenente alla mesoregione di Norte Central Paranaense.

## Comuni
È suddivisa in 5 comuni:
- Mandaguari
- Marialva
- Maringá
- Paiçandu
- Sarandi